# ميناء الشارقة

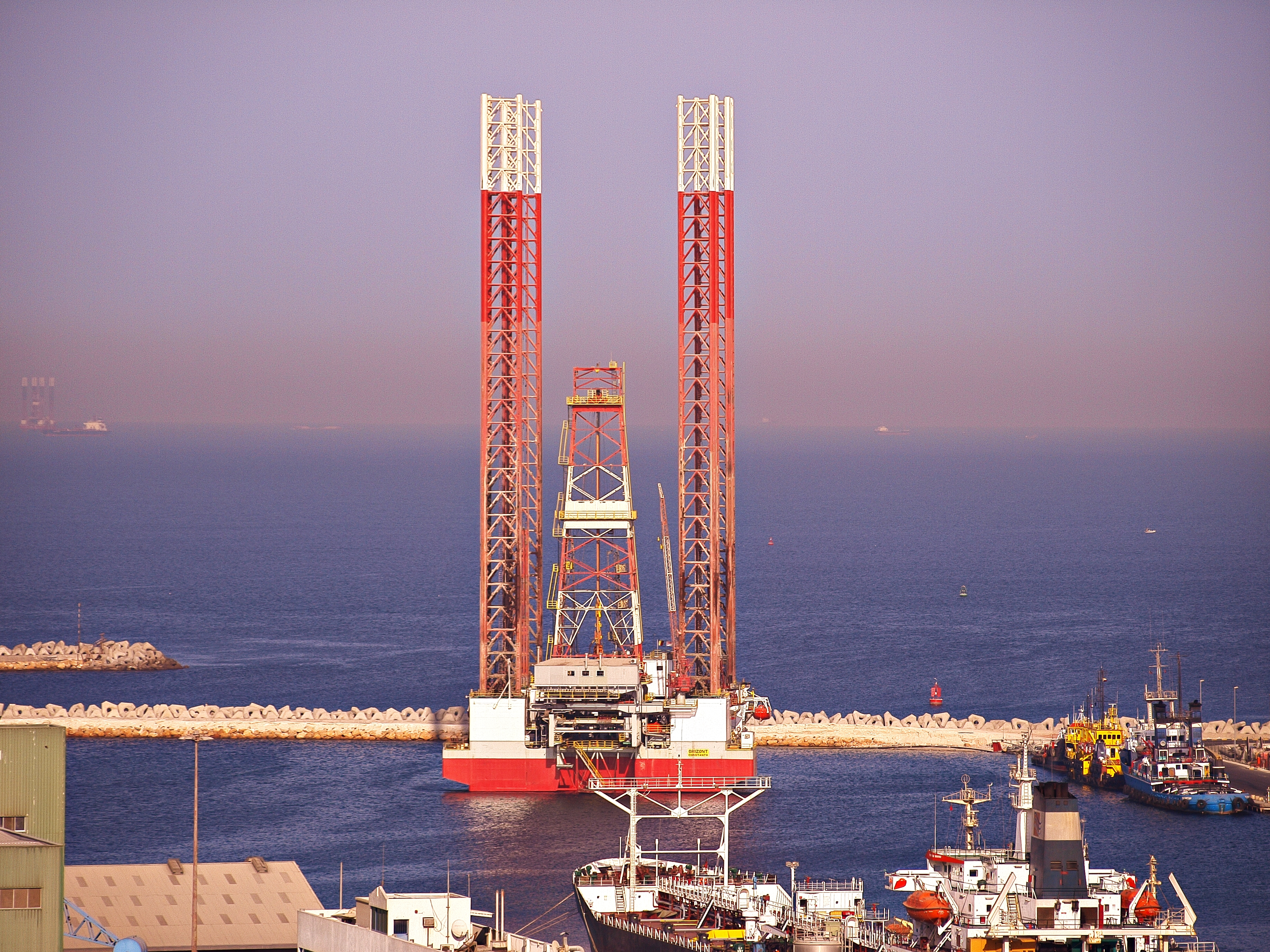

ميناء الشارقة أو ميناء خالد يقع في مدينة الشارقة، وهو ميناء رئيسي في الإمارة المتعدد وترض إليها أنواع البضائع مثل السيارات والشاحنات والخضروات والفواكه. يوجد بالميناء 13 مرسى، ويستفيد من خدمات المرفأ عدد من شركات حقول النفط في الخليج العربي، كما يتوفر الميناء على مخزنين للتبريد سعة كل منهما 5000 طن.

## وصلات خارجية
- هيئة موانئ الشارقة